# James Thomas Walker
James Thomas Walker (Kannur (India), 1 december 1826 – Londen, 16 februari 1896) was een Brits militair, landmeter en hoofd van de Survey of India.
Walker werd in 1826 geboren als zoon van een ambtenaar van de stad Chennai. Hij volgde een privé-opleiding in Wales en bij de militaire academie van de Britse Oost-Indische Compagnie nabij Londen. In 1844 volgde een aanstelling bij de genietroepen in Mumbai, waarmee hij vanaf 1846 gelegerd was in de kort daarvoor veroverde Pakistaanse provincie Sindh. Vanaf 1848 nam Walker deel aan de Tweede Sikhoorlog en andere militaire expedities van de Britse koloniale autoriteiten, waarbij hij bevorderd werd tot luitenant.
Tijdens de Indiase opstand van 1857 raakte Walker gewond en gedurende zijn herstelperiode liep hij cholera op. Met de rang van kapitein hervatte hij zijn werk bij de genietroepen met verkenningen in de Indusvallei.
In 1860 werd Walker benoemd tot assistent bij de Great Trigonometrical Survey, een Brits project dat tot doel had het gehele Indische subcontinent met wetenschappelijke precisie op te meten. Een jaar later werd hij benoemd tot hoofd van dit project. Onder de leiding van Walker werden de metingen in het oosten van Brits-Indië voltooid en eerder onder William Lambton verrichte metingen in zuidelijk India herberekend. In 1871 werd begonnen met het afronden van dit project, door middel van het uitgeven van kaarten en wetenschappelijke verslagen. In 1878 werd Walker tevens benoemd tot Surveyor General, oftewel hoofd van de Survey of India, de cartografische dienst van de kolonie. 
Hij verliet de dienst in 1883 met de rang van generaal, vestigde zich in Londen en werd daar in 1865 benoemd tot Fellow of the Royal Society. 
- Bibliothèque nationale de France: cb153569606 (data)
- Gemeinsame Normdatei: 130327123
- International Standard Name Identifier: 0000 0000 3792 9578
- Library of Congress Control Number: nb2007017668
- SNAC: w6057t1k
- Système universitaire de documentation: 192298100
- Virtual International Authority File: 27367895
- WorldCat: E39PBJxRDr8kcWcgwTh3bkqhHC